# LOVE! 〜THELMA LOVE SONG COLLECTION〜
『LOVE! 〜THELMA LOVE SONG COLLECTION〜』（ラヴ テルマ・ラヴ・ソング・コレクション）は、日本の歌手・青山テルマのコレクションアルバム（ベスト・アルバム）。2009年2月11日発売。発売元はユニバーサルJ。

## 解説
青山テルマ初のベストアルバム。企画盤としては、リミックス作品であった前作から引き続き2作目。
タイトル通り、それまでに発表した"ラブソング"を中心にまとめたベストアルバムだが、前年に発売したシングルA面曲を全て収録した。アルバム未収録の楽曲に加え、本作発売時点で唯一のオリジナルアルバム『DIARY』からも2曲を収録している。「LOVE」はリミックスヴァージョンで収録。加えて、新曲「このまま ずっと」と、ジャネット・ジャクソンの「アゲイン」のカヴァーを収録している。全9曲中のうち既発曲は3曲と新録曲が3曲であるものの、「何度も」「守りたいもの」「大っきらい でもありがと」といった2008年に発表した3枚のシングル曲が唯一収録された為、実際は2作目のオリジナル・アルバムのような内容である。
オリコンアルバムチャートでは初登場1位を獲得。シングル「そばにいるね」（feat.SoulJa名義）以来、アルバムとしては初のオリコンチャート1位を獲得となった。

## 収録曲
1. そばにいるね
（作詞:SoulJa / 青山テルマ、作曲:SoulJa）
前年ヒットした2ndシングル。厳密には青山テルマ feat.SoulJa名義。NTT DoCoMo CMソング。
2. 大っきらい でもありがと
（作詞:吉田美和、作曲:吉田美和 / 中村正人）
DREAMS COME TRUE提供による5thシングル。フジテレビ系『あいのり』オープニングテーマ。
アルバム初収録。
3. 何度も
（作詞:市川喜康 / SABRO、作曲:中村太一）
3rdシングル。任天堂『大合奏!バンドブラザーズDX』CMソング。
アルバム初収録。
4. 守りたいもの
（作詞:SABRO、作曲:3rd Productions）
4thシングル。フジテレビ系ドラマ『チーム・バチスタの栄光』主題歌。
アルバム初収録。
5. 好きです。
（作詞:SABRO、作曲:3rd Productions）
映画『恋極星』主題歌。既に『恋極星 〜オリジナル・コンピレーション・アルバム〜』に収録されていたが、青山テルマ名義の作品には初収録となる。
6. このまま ずっと
（作詞:青山テルマ / 新美香、作曲:春川仁志）
新曲。翌3月に「届けたい… feat.KEN THE 390/このまま ずっと」としてシングルカット。
7. Last Letter
（作詞:青山テルマ / 3rd Productions、作曲:3rd Productions）
1stアルバム『DIARY』収録曲。
8. LOVE DJ KAWASAKI REMIX
（作詞:青山テルマ / SABRO、作曲:3rd Productions）
3rdシングル「何度も」c/wのリミックス。
9. again
（作詞・作曲:Janet Jackson / James Harris III / Terry Lewis）
アルバム初収録。ジャネット・ジャクソンのカヴァー。